# Miguel Romeira
Miguel Romeira é um actor português.

## Filmografia

### Televisão
| Ano     | Título                          | Personagem          | Nota(s)        | Ref |
| ------- | ------------------------------- | ------------------- | -------------- | --- |
| 2001    | Maiores de 20                   | —                   | Série          |     |
| 2001    | Mausolée pour une garce         | —                   | Telefilme      |     |
| 2002    | 88                              | Miguel              | Telefilme      |     |
| 2002    | O Último Beijo (telenovela)     | Inspector Martins   | Novela         |     |
| 2002    | Les frangines                   | Routier 3           | Telefilme      |     |
| 2003    | Crimes en série                 | Le policier         | Série francesa |     |
| 2004    | Queridas Feras                  | Inspector PJ        | Novela         |     |
| 2004-05 | Uma Aventura                    | Rogério / Sílvio    | Série juvenil  |     |
| 2005    | Inspector Max                   | Agente Martins      | Série          |     |
| 2005    | Até Amanhã, Camaradas           | Túlio               | Minissérie     |     |
| 2005    | S.A.C.: Des hommes dans l'ombre | Routier jeune homme | Telefilme      |     |
| 2006    | Bocage                          | Pedro José Solano   |                |     |
| 2006    | Floribella                      | Maximiliano         |                |     |
| 2008    | Deixa-me Amar                   | Raptor              |                |     |
| 2008    | Casos da Vida                   | —                   |                |     |
| 2008    | Olhos nos Olhos                 | Doctor              |                |     |
| 2008-09 | Liberdade 21                    | —                   |                |     |
| 2010    | Maison Close                    | Officer             |                |     |
| 2011    | Conta-me Como Foi               | —                   |                |     |
| 2011    | Laços de Sangue                 | —                   |                |     |
| 2012    | Dancin' Days                    | —                   |                |     |
| 2013    | Odysseus                        | Guarde 2            |                |     |
| 2014    | Bem-Vindos a Beirais            | Incendiário         |                |     |
| 2014    | Sol de Inverno                  | Advogado de Concha  |                |     |
| 2015    | Mar Salgado                     | Inspector           |                |     |

### Cinema
| Ano  | Filme                                | Papel               | Ref |
| ---- | ------------------------------------ | ------------------- | --- |
| 2003 | A Mulher Polícia                     | Grocery Man         |     |
| 2006 | Miguel (curta-metragem)              | —                   |     |
| 2007 | Tourniquet (curta-metragem)          | —                   |     |
| 2008 | Fondue de Chocolate (curta-metragem) | Tomás               |     |
| 2008 | Nuit de chien                        | Chauffeur de taxi 2 |     |
| 2009 | Sweet Valentine                      | Le patron du cirque |     |